# منتجق
المُنْتَجِق أو الأَيِّلُ النَّابِحِ أو الأَيِّل النبَّاح أو الأَيِّلُ الصَّغِيرُ هو اسمٌ يُطلق على عدَّة أنواع من الأيائل الصغيرة قاطنة آسيا الجنوبيَّة وجنوب شرق آسيا، تُشكِّلُ معًا جنس «المُنتجقيَّات» (باللاتينية: Muntiacus). المُنتجقات هي أقدم الأيائل عهدًا، حيثُ يعتقد العُلماء أنَّ جنسها ظهر على وجه الأرض لِأوَّل مرَّة مُنذ ما بين 15 و35 مليون سنة، إذ أنَّ أقدم مُستحثاتها ترجع إلى العصر الثُلثي الأوسط (الميوسيني)، وقد عُثر عليها في فرنسا وألمانيا  وپولندة.
هذه الأيائل الصغيرة تعيشُ عادةً مُنفردة في الغابات تحت غطاءٍ شجريٍّ كثيفٍ لِأنَّها جفلةٌ رعديدة، وكثيرًا ما تتصيَّدها النُمور والبُبُور وبنات آوى. وينمو للذُكور منها فقط قُرونٌ صغيرة غريبة محمولة على زوائد عظميَّة. ولِكِلا الجنسين أنيابٌ مُتطاولة تتمكَّن بواسطتها من الدفاع عن أنفُسها. أُدخل بعضُ هذه الأيائل إلى عددٍ من البُلدان الأوروپيَّة حيثُ أصبحت تُشكِّلُ جزءًا من الحياة البريَّة المألوفة. تلدُ إناثها صغيرًا أو اثنين تُخبئهما في العُشب الكثيف المُتشابك تحت الأشجار.

## الانتشار

### الموطن الأصلي
تستوطنُ الأنواع الباقية من المُنتجق آسيا الجنوبيَّة وجنوب شرق آسيا، ويُمكن العُثور عليها في سريلانكا، وجنوب الصين، وتايوان، واليابان (شبه جزيرة بوشو وجزيرة إیزو أُوشیما)، والهند، والجُزر الإندونيسيَّة. كما يُمكن العُثور عليها في المناطق السفحيَّة لِجبال الهيمالايا وفي بورما. تقطنُ هذه الأيائل المناطق الاستوائيَّة، وليس لها موسم تناسل مُحدد، بل تتناسل طيلة أوقات السنة؛ وقد حافظت الجمهرات الدخيلة على الدُول مُعتدلة المناخ على هذه الميزة رُغم تبدّل الأجواء المُعتادة عليها.

### الجمهرات الدخيلة
أُدخل أحد أنواع المنتجق، وهو منتجق ريڤ، إلى إنگلترا سنة 1925م، بعد أن هربت عدَّة أفراد منه من بساتين دير ووبرن، حيثُ كانت تُحتزُ بعد أن استُقدمت من الصين كحيوانات زينة. تكاثرت المنتجقات بسُرعةٍ شديدة وسُرعان ما انتشرت في طُول البلاد وعرضها، وهي اليوم تتواجد في جميع المُقاطعات الإنگليزيَّة، وقد وسَّعت نطاق موطنها فوصلت إلى ويلز، على أنها ما تزال نادرة بعض الشيء في القسم الشمالي الغربي. أجرت جمعيَّة الأيائل البريطانيَّة مسحًا لِأعداد المنتجقات البريَّة خِلال الفترة المُمتدَّة بين سنتيّ 2005 و2007م، فتبيَّن أنَّ المنتجقات وسَّعت نطاق موطنها بشكلٍ كبير مُنذ أن أُجري آخر مسح سنة 2000م. يُعتقدُ أنَّ المنتجق سيُصبح أغزر الأيائل البريطانيَّة عددًا خِلال بضع سنوات، وقد تعبر بضعة رؤوس الحُدود إلى اسكتلندا بعدها، كما أنَّ بعض الأفراد شوهدت في إيرلندا الشماليَّة سنة 2009م، كما شوهدت في جُمهوريَّة إيرلندا سنة 2010م، ويكاد يُجزم بأنَّها وصلت تلك الأنحاء بواسطة البشر الذين أطلقوا سراحها عن عمد.

## الوصف والنُشوء الأحيائي
تمتلكُ الذُكور قُرونًا قصيرة، يُمكن أن تنمو مُجددًا بحال انكسرت عند قتالها، علمًا بأنَّ الذُكور تميل إلى التقاتل بأنيابها الطويلة البارزة. وهذه الأنياب هي ما يُلجأ إليه للتمييز بين المنتجقات وأخشاف الأيائل البلديَّة في أوروپَّا، مع العلم بأنَّ الأيائل المائيَّة الصينيَّة، الدخيلة بدورها على أوروپَّا، تتمتَّع بِأنيابٍ أطول وأبرز من أنياب المنتجق، إلَّا أنه يسهل تمييزها عنها كونها أكبر حجمًا وأقل انتشارًا، كما أنَّ كِلا الجنسين أجمّ (عديم القُرون).
تُشكِّلُ المنتجقات موضع اهتمامٍ كبيرٍ لدى العُلماء نظرًا للاختلافات الكبيرة والبارزة في صبغيَّات أنواعها. فالمنتجق الهندي (M. muntjak) هو أقلُّ الثدييات امتلاكًا للصبغيَّات، إذ أنَّ الصيغة المُضاعفة لِصبغيَّاته تصلُ أعدادها إلى 7 فقط، بينما تمتلكُ الإناث 6 صبغيَّات فقط. بالمُقابل، فإنَّ عدد صبغيَّات منتجق ريڤ (M. reevesi) تصلُ إلى 46 صبغيَّة.

## الأنواع
يعترفُ العُلماء بإثنيّ عشر نوعًا من المُتجقات، هي:

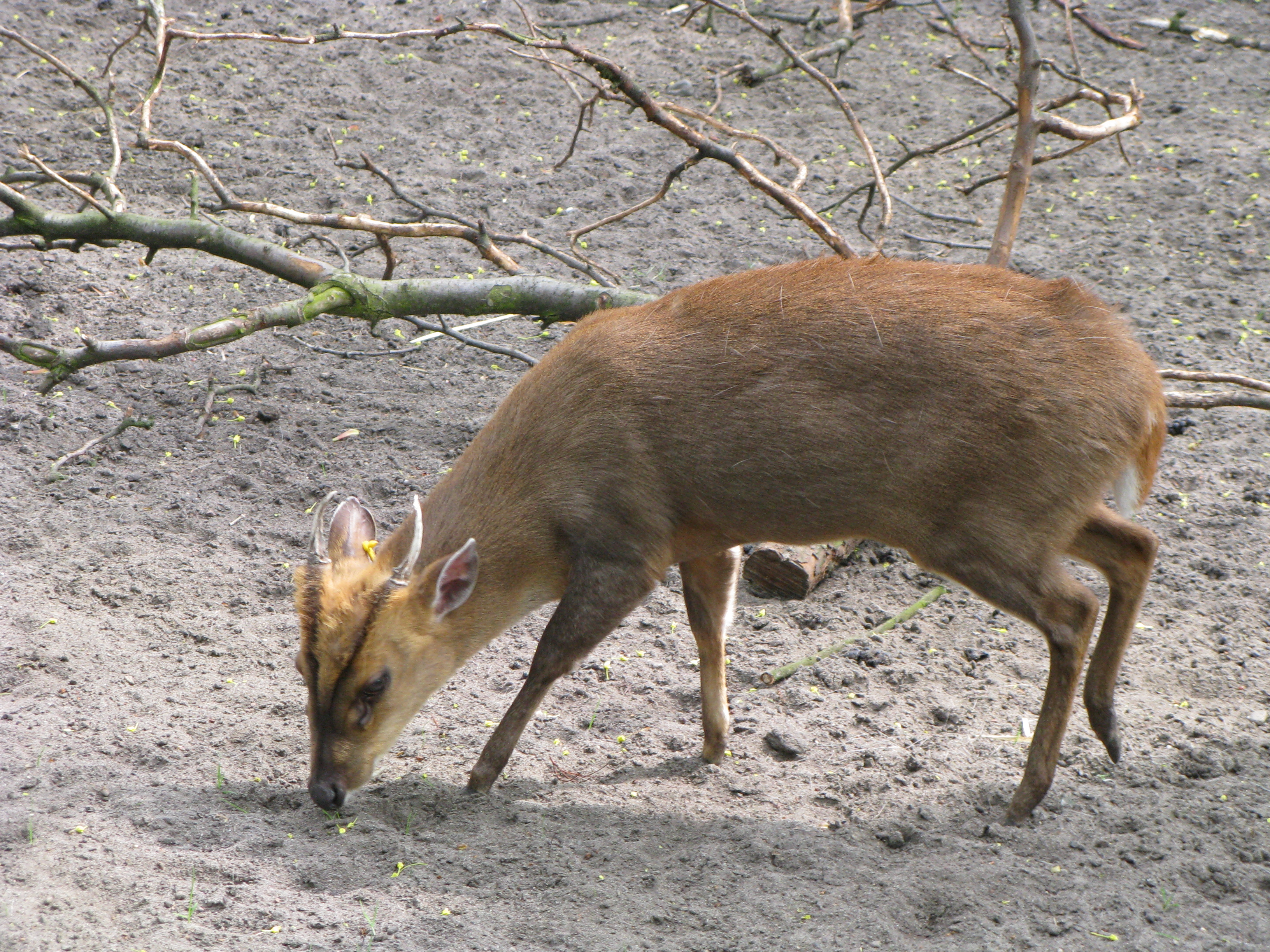
منتجق ريڤ.

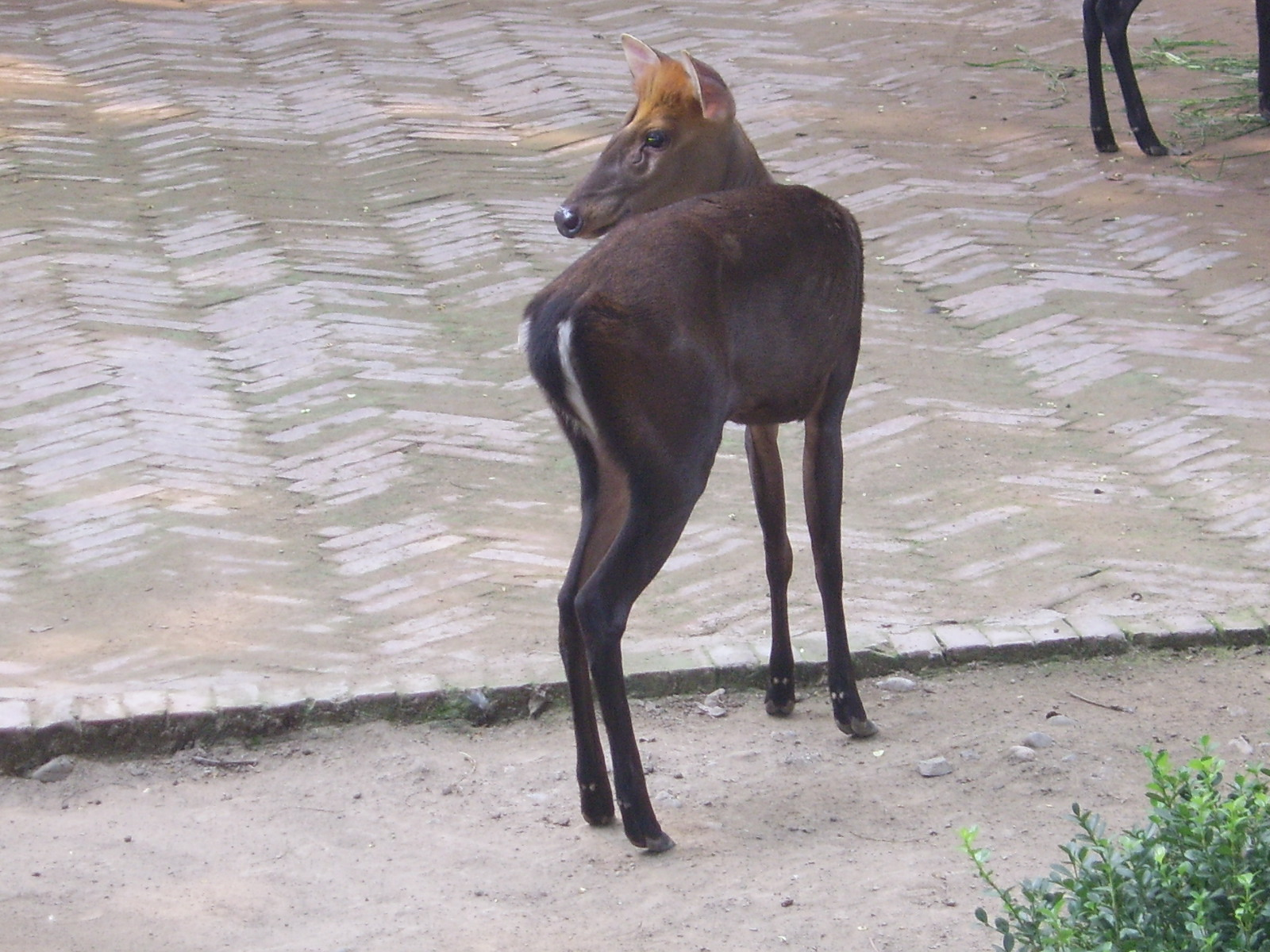
المنتجق أشعر الجبهة.

- المنتجق الهندي أو المنتجق المألوف، أو الكاكار،[11] Muntiacus muntjak
- منتجق ريڤ أو المنتجق الصيني، M. reevesi
- المنتجق أشعر الجبهة أو المنتجق الأسود، M. crinifrons
- منتجق في، M. feae
- المنتجق البورنيوي الأصفر، M. atherodes
- منتجق روزڤلت، M. rooseveltorum
- منتجق گونگشان، M. gongshanensis
- المنتجق العملاق، M. vuquangensis
- منتجق ترونگ سان، M. truongsonensis
- المنتجق الورقي، M. putaoensis
- المنتجق السومطري، M. montanus
- منتجق پو هوت، M. puhoatensis

## وصلات خارجية
- BBC طبيعة ويلز: مقالة عن أيائل المنتجق.